# Aldeaseca
Aldeaseca là một đô thị ở tỉnh Ávila, Castile và León, Tây Ban Nha. Theo điều tra dân số năm 2004 của INE, đô thị này có dân số 313 người. Đô thị này có diện tích 24,32 km², mật độ dân số 12,87 người/km².
| 1991 | 1996 | 2001 | 2004 |
| ---- | ---- | ---- | ---- |
| 415  | 362  | 323  | 313  |